# Мормировые
Мормировые, или длиннорылые (лат. Mormyridae) — семейство пресноводных лучепёрых рыб из отряда араванообразных. Распространены в водоёмах тропической Африки и реке Нил.
Обычно достигают размеров 9—50 см, самые крупные виды до 1,5 м. Хвостовой стебель узкий, хвостовой плавник глубоко раздвоен. На языке и парасфеноиде имеются зубы. Лучей жаберной перепонки 6—8. В спинном плавнике 12—91 лучей, в анальном — 20—70. Спинной и анальный плавники обычно расположены в задней части тела один напротив другого. Позвонков 37—64. Имеют крупный мозжечок. Форма рыла очень изменчива, часто оно вытянутое в виде хобота, используется для бурения илистого дна водоёмов в поисках корма.
Питаются мелкими беспозвоночными, обитающими в иле. Для ориентирования в пространстве, поисков корма и обнаружения хищников используют собственное электрическое поле, которое генерируется мышцами. Способны издавать звуки.
Имеют промысловое значение. Некоторые виды содержатся и разводятся в аквариумах.

## Классификация
В семейство мормировых включают 21 род с 216—228 видами:
- Boulengeromyrus (1 вид)
- Brevimyrus (1 вид)
- Brienomyrus (3 вида)
- Campylomormyrus (15 видов)
- Cryptomyrus (2 вида)
- Cyphomyrus (1 вид)
- Genyomyrus (1 вид)
- Gnathonemus (4 вида)
- Heteromormyrus (1 вид)
- Hippopotamyrus (15 видов)
- Hyperopisus (1 вид)
- Isichthys (1 вид)
- Ivindomyrus (2 вида)
- Marcusenius (44 вида)
- Mormyrops (21 вид)
- Mormyrus (22 вида)
- Myomyrus (3 вида)
- Paramormyrops (11 видов)
- Petrocephalus (46 видов)
- Pollimyrus (19 видов)
- Stomatorhinus (13 видов)

## Фото

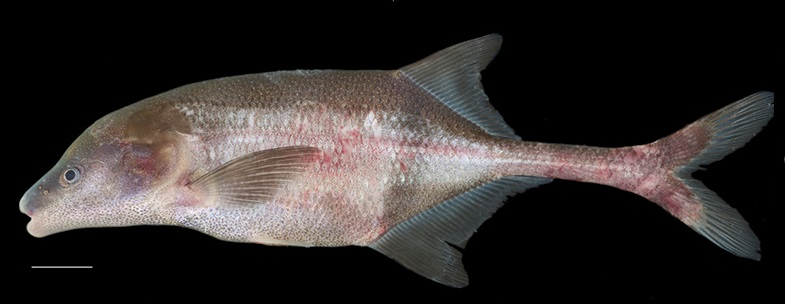
Boulengeromyrus knoepffleri
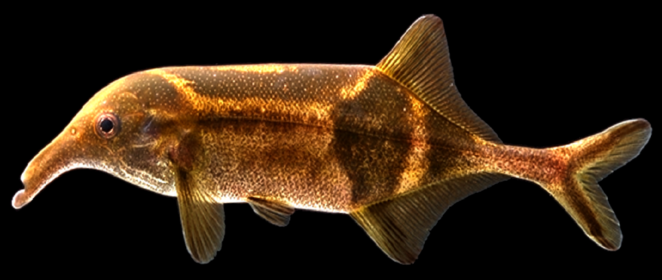
Campylomormyrus tamandua
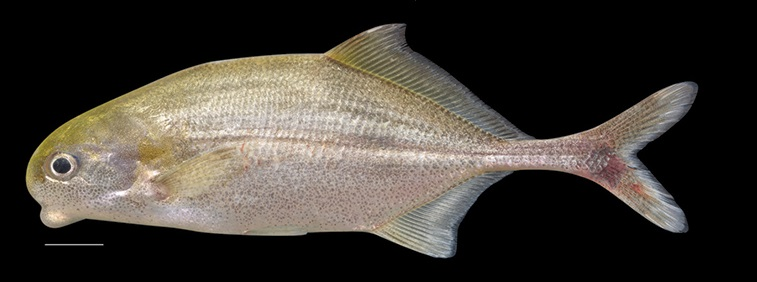
Cyphomyrus psittacus
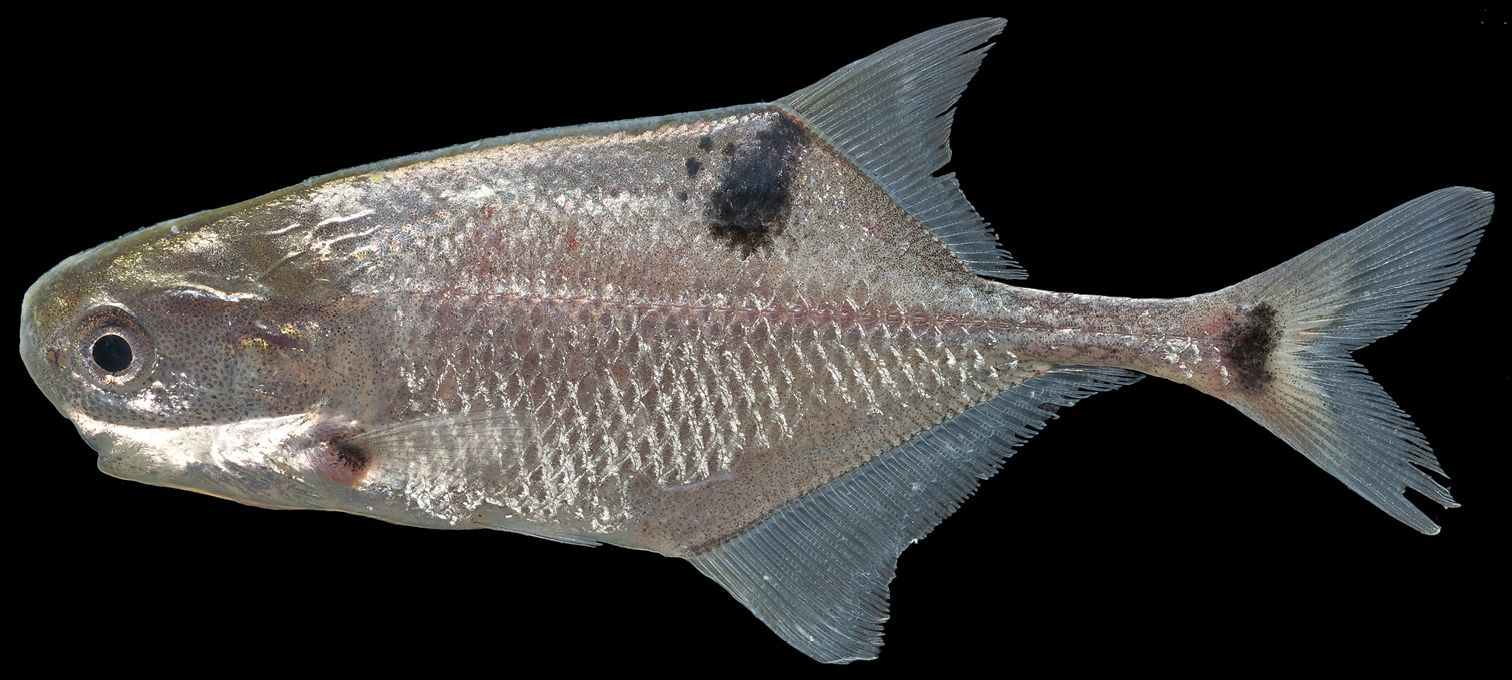
Petrocephalus boboto
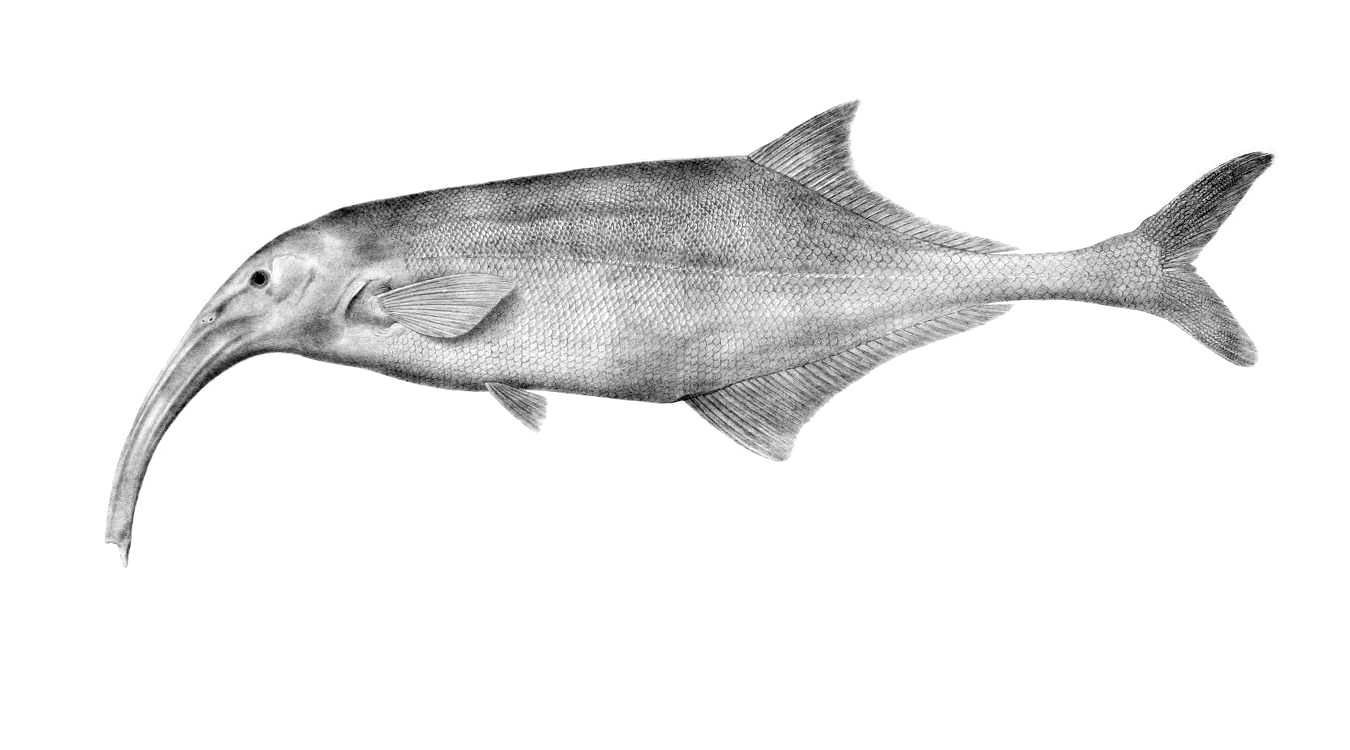
Campylomormyrus curvirostris
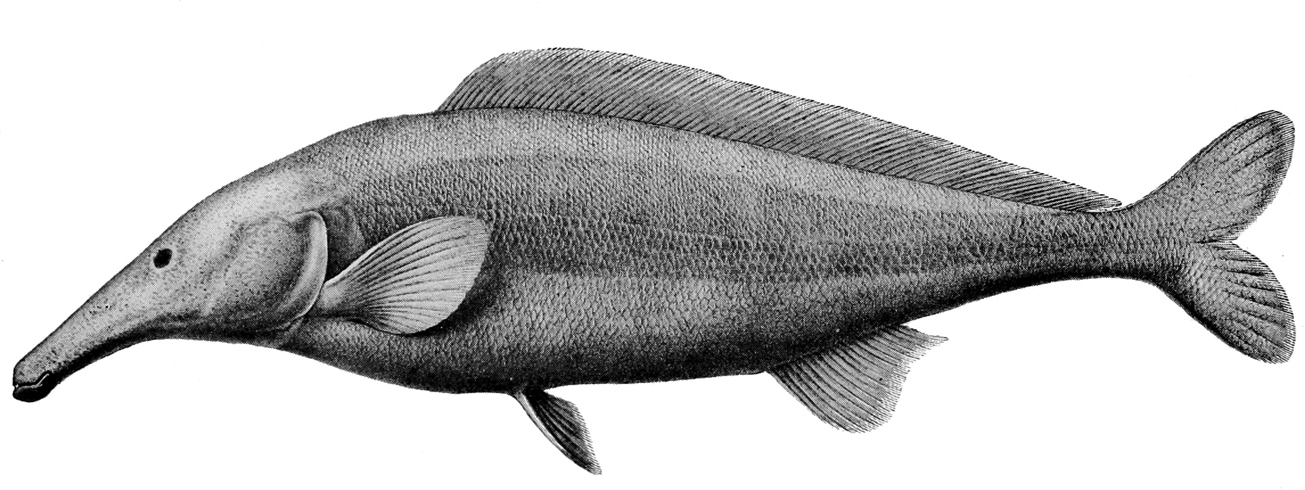
Mormyrus rume